# Pelagio (opera)
Pelagio è un'opera in quattro atti di Saverio Mercadante, su libretto di Marco D'Arienzo. La prima rappresentazione ebbe luogo al Teatro San Carlo di Napoli il 12 febbraio 1857.
Gli interpreti della prima rappresentazione furono::
| Personaggio      | Interprete        |
| ---------------- | ----------------- |
| Pelagio          | Filippo Coletti   |
| Abdel-Aor        | Lodovico Graziani |
| Bianca           | Fortunata Tedesco |
| Giralda          | Schiavi           |
| Asan             | Marco Arati       |
| Aliatar          | Nicola Monti      |
| Mendo de Quexada | Michele Benedetti |
| Un gionese       | A. Lauri          |

Il direttore era Antonio Farelli.

## Trama
L'azione si svolge a Gione e nelle Asturie.
Il personaggio eponimo è il re delle Asturie che tra il VII e l'VIII secolo combatté i Mori. Nell'opera s'immagina che sua figlia Bianca, allevata da Giralda poiché Pelagio è creduto morto, s'innamori dell'arabo Abdel-Aor governatore della città di Gione e venga per questo maledetta dal padre. L'opera si conclude con la morte di Bianca, uccisa dallo stesso Abdel quando si rende conto di non poterla avere, e gli spagnoli che gridano vendetta.

## Struttura musicale
- Sinfonia

### Atto I
- N. 1 - Introduzione Moviamo fra le tenebre - In terra solitaria - Non so, non so più reggere (Coro, Mendo, Pelagio, Bianca)
- N. 2 - Cavatina di Bianca Immersa nel silenzio (Bianca, Giralda)
- N. 3 - Duetto fra Abdel e Bianca Tu tremi, e di mestizia - Superba qual rosa, che al sole si schiude (Abdel, Bianca, Giralda, Coro, Asan, Aliatar)

### Atto II
- N. 4 - Duetto fra Pelagio e Bianca Né perigli, fra le squadre (Pelagio, Bianca, Abdel)
- N. 5 - Aria di Abdel Non sai che Bianca all'Arabo - Signore!... / Che avvenne? (Abdel, Asan, Aliatar, Coro)

### Atto III
- N. 6 - Coro e Aria di Pelagio Nel cupo mistero - Io non avea più lagrime (Coro, Mendo, Pelagio, Gionese)
- N. 7 - Aria di Abdel Di sue pietose lagrime
- N. 8 - Terzetto fra Pelagio, Abdal e Bianca e Finale III Sì... Pelagio, o vil, son io - Delle mie schiere impavide (Pelagio, Abdel, Bianca, Asan, Aliatar, Coro, Giralda)

### Atto IV
- N. 9 - Preghiera di Bianca, Duetto fra Abdel e Bianca e Finaletto D'un'infelice accogliere - Nel sangue a rivi ancor fumante - Figlia... / Bianca! (Bianca, Abdel, Pelagio, Giralda, Coro, Mendo)

## Discografia
- 2008 (registrazione dal vivo) - Costantino Finucci (Pelagio), Danilo Formaggia (Abdel-Aor), Clara Polito (Bianca), Paola Francesca Natale (Giralda), Vladimir Mebonia (Asan), Giovanni Coletta (Aliatar), Cristian Camilo Navarro Díaz (Mendo de Quexada), Vincenzo Maria Sarinelli (un gionese), Mariano Rivas (direttore),  Orchestra Internazionale d'Italia, Coro Slovacco di Bratislava, Audio CD: premiereopera.net (2CD, 2009)[3]